# Sztanyiszlav Szalamovics Csercseszov
Sztanyiszlav Szalamovics Csercseszov (oszétul Черчесты Саламы фырт Станислав) (Alagir, 1963. szeptember 2. –) oszét nemzetiségű szovjet-orosz labdarúgó, edző. A Ferencvárosi TC labdarúgócsapatának egykori vezetőedzője.

## Pályafutása

### Klubcsapatban
1981 és 1984 között az Alanyija Vlagyikavkazban játszott. 1984 és 1987 között a Szpartak Moszkva játékosa volt, melynek színeiben 1987-ben megnyerte a szovjet bajnokságot. 1988-ban a Lokomotyiv Moszkva csapatában szerepelt, majd visszatért a Szpartak Moszkvához, ahol 1988 és 1993 között szovjet és orosz bajnoki címeket szerzett. 1993-ban Németországba szerződött a Dynamo Dresden együtteséhez, melynek két évig volt a tagja, de 1995-ben kölcsönadták a Szpartaknak. 1996-ban Ausztriába igazolt a Tirol Innsbruck csapatához, ahol 2002-ig védett, ugyanis ekkor csődbe ment az osztrák klub. A Tirol Innsbruckkal három alkalommal nyerte meg az osztrák bajnokságot (2000, 2001, 2002). 2002 hazatért a Szpartakhoz és még abban az évben befejezte az aktív játékot.

### A válogatottban
1990 és 1991 között 8 alkalommal szerepelt a szovjet válogatottban. 1992-ben kétszer lépett pályára a FÁK csapatában és részt vett az 1992-es Európa-bajnokságon. 1992 és 2002 között 39 alkalommal védett az orosz válogatottban. Részt vett az 1994-es és a 2002-es világbajnokságon, illetve az 1996-os Európa-bajnokságon. 

### Edzői pályafutása
Az FC Kufstein csapatánál kezdte edzői pályafutását, majd 2004 novemberétől az osztrák első osztályú Wacker Innsbruck edzője lett. Két év múlva távozott, majd 2007 júniusában kinevezték a FK Szpartak Moszkva sportigazgatójának, rövidebb időre pedig az edzői feladatokat is ellátta. 2013 júniusától 2014. április 8-áig az Amkar Perm menedzsere. 2014. április 9-én a Gyinamo Moszkva élére nevezték ki, az itt töltött egy éve alatt együtt dolgozott Dzsudzsák Balázzsal is. A 2015–16-os idényben a lengyel Legia Varsót irányította, kupát és bajnokságot nyert (itt a gólkirályi címet szerző Nikolics Nemanja volt a játékosa). 2016. augusztus 11-én kinevezték az orosz válogatott élére. A 2018-as vb-n a válogatottal a negyeddöntőig jutott. 2021-ben a 2020-as Eb-n az orosz csapat nem jutott tovább a csoportkörből, emiatt 2021. július 8-án elbocsátották.
Bár a sajtóban már napokkal korábban megjelentek róla hírek, de hivatalosan csak 2021. december 20-án jelentették be, hogy Csercseszovot nevezték ki a Ferencváros vezetőedzőjévé. 2023 nyarán a KÍ Klaksvík elleni, 3:0-ra elveszített BL selejtező mérkőzés után Kubatov Gábor és Sztanyiszlav Csercseszov megegyezett arról, hogy nem folytatják a közös munkát.

## Statisztikája edzőként
Legutóbb frissítve: 2021. július 8-án
| Csapat                 | Nemzet   | –tól                 | –ig                 | Eredményességi mutató | Eredményességi mutató | Eredményességi mutató | Eredményességi mutató | Eredményességi mutató | Eredményességi mutató | Eredményességi mutató | Eredményességi mutató |
| Msz                    | Gy       | D                    | V                   | Gy %                  | RG                    | KG                    | GK                    |                       |                       |                       |                       |
| ---------------------- | -------- | -------------------- | ------------------- | --------------------- | --------------------- | --------------------- | --------------------- | --------------------- | --------------------- | --------------------- | --------------------- |
| FC Kufstein            | osztrák  | 2004. január 1.      | 2004. november 8.   | 30                    | 16                    | 6                     | 8                     | 53.33                 | 55                    | 38                    | +17                   |
| Wacker Insbruck        | osztrák  | 2004. november 9.    | 2006. június 1.     | 59                    | 18                    | 20                    | 21                    | 30.51                 | 79                    | 79                    | 0                     |
| Szpartak Moszkva       | orosz    | 2007. június 19.     | 2008. augusztus 14. | 47                    | 25                    | 14                    | 8                     | 53.19                 | 85                    | 55                    | +30                   |
| FK Zsemcsuzsina Szocsi | orosz    | 2010. december 16.   | 2011. augusztus 6.  | 21                    | 9                     | 2                     | 10                    | 42.86                 | 27                    | 29                    | −2                    |
| Ahmat Groznij          | orosz    | 2011. szeptember 27. | 2013. május 26.     | 53                    | 24                    | 10                    | 19                    | 45.28                 | 70                    | 70                    | 0                     |
| Amkar Perm             | orosz    | 2013. június 17.     | 2014. április 8.    | 25                    | 9                     | 8                     | 8                     | 36                    | 36                    | 33                    | +3                    |
| Gyinamo Moszkva        | orosz    | 2014. április 10.    | 2015. július 13.    | 51                    | 26                    | 12                    | 13                    | 50.98                 | 87                    | 58                    | +29                   |
| Legia Warszawa         | lengyel  | 2015. október 6.     | 2016. június 1.     | 35                    | 23                    | 6                     | 6                     | 65.71                 | 63                    | 20                    | +43                   |
| Oroszország            | orosz    | 2016. augusztus 11.  | 2021. július 8.     | 57                    | 24                    | 13                    | 20                    | 42.11                 | 99                    | 78                    | +21                   |
| összesen               | összesen | összesen             | összesen            | 378                   | 174                   | 91                    | 113                   | 46.03                 | 601                   | 460                   | +141                  |

## Sikerei, díjai
Játékosként
- Szovjet bajnok (2): 1987, 1989
- Orosz bajnok (2): 1992, 1993
- Szovjet labdarúgókupa-győztes (1): 1992
- Osztrák bajnok (3): 2000, 2001, 2002

Egyéni
- 1989-ben és 1990-ben az év kapusa a Szovjetunióban
- 1992-ben az év kapusa Oroszországban

Edzőként
- Ekstraklasa (1): 2015–16
- Lengyel labdarúgókupa (1): 2015–16
- Magyar bajnok (2): 2021–22, 2022–23
- Magyar labdarúgókupa (1): 2022

## Külső hivatkozások
- Profilja a Permian.ru-n
- Hivatalos rajongói oldal
- Hivatalos honlapja